# Авиасаф
Авиасаф (Абиасаф, Эвиасаф) (др.-евр. אֲבִיאָסָף בֶּן קֹרַח‬ «мой отец — собиратель») — библейский персонаж (Исх. 6:24; 1Пар. 6:23, 27).
Из колена левитов из рода Каафы, потомок Левия, сын Корея (Кораха), один из предков пророка Самуила и певца Эмана (1Пар. 6:18—22; 9, 19; Исх. 6, 24). В 1Пар. 6, 8 он является внуком Корея.